# Мостове (Куп'янський район)
Мостове́ —  село в Україні, у Шевченківській селищній громаді Куп’янського району Харківської області. Населення становить 156 осіб. До 2020 орган місцевого самоврядування — Гетьманівська сільська рада.

## Географія
Село Мостове знаходиться на лівому березі річки Великий Бурлук, вище за течією на відстані 3,5 км розташоване село Петрівка, нижче за течією примикає село Гетьманівка. На відстані 1 км розташоване село Тетянівка.

## Історія
- 1854 — дата заснування.
- 7 (20) листопада 1917 року, відповідно до.Третього Універсалу Української Центральної Ради, увійшло до складу Української Народної Республіки[1].
- 12 червня 2020 року, відповідно до Розпорядження Кабінету Міністрів України № 725-р «Про визначення адміністративних центрів та затвердження територій територіальних громад Харківської області», увійшло до складу Шевченківської селищної територіальної громади[2].
- 19 липня 2020 року, в результаті адміністративно-територіальної реформи та ліквідації Шевченківського району, село увійшло до складу новоутвореного Куп'янського району Харківської області[3].

## Економіка
- КСП «Україна».